# Daleka obala – The Ultimate Collection
Daleka obala – The Ultimate Collection naziv je kompilacijskog albuma splitske rock grupe Daleka obala, kojeg je izdala diskografska kuća Croatia Records 2008. godine, unatoč tome što grupa ne postoji već 7 godina. Album je dio kolekcije "The Ultimate Collection" koja se sastoji od 12 kompilacija istaknutih rock grupa. Ovaj album sadrži dva CD-a i čak 46 pjesama.
Pjesme Zrinka i Hrvatska čigra nikada nisu izdane na nekom studijskom albumu grupe.

## Popis pjesama
{
| valign=top width=50% align=left |
CD1
1. Četrnaest palmi
2. Tonka
3. Hej, mala hej
4. Crni vlak
5. Roza
6. Bubnjevi
7. Valovi
8. Daleka obala
9. U autobusu
10. Ti nisi tu
11. Od mora do mora
12. Ležimo na travi
13. Poljoprivredno ljubavna
14. Brodovi
15. Tumba
16. Upeklo je sunce
17. Volim Jimia
18. Marica
19. Brod Blues
20. Čulo se buć bać
21. Zabonacalo je
22. Mađarica
23. Zrinka
24. On je volio brodove
25. Sa mi je ža
26. 80e

| valign=top width=50% align=left |
CD2
1. Noć je prekrasna
2. One bi htjele
3. U modroj zori
4. Sušac blues
5. Bude me
6. Ovo nije moje vrijeme
7. Odlazi žena koju volim
8. Mrlje
9. Ona zbori
10. Mojoj lijepoj
11. Hrvatska čigra
12. Morska vila
13. Voli me
14. Nema te
15. Di si ti
16. Ona je plesala
17. Što te više gledam to te više ne dam
18. Žao mi je nas
19. Prolaze mi godine
20. Ruzinavi brod

|}